# Латино-фалиски језици
Латинофалиски језици чине групу италских језика унутар индоевропске језичке породице. Говорили су их латинофалиски народи на подручју Италије од 1200. године прије н. е.
Латински и фалиски припадају групи, као и још два дијалекта која се често сматрају архаичним латинским: ланувијски и пренестински.
Како је моћ античког Рима расла, латински је апсорбовао елементе других језика и замијенио фалиски. Остали варијетети су изумрли како је латински постајао доминантнији. Латински се заузврат преко вулгарног латинског развио у романске језике, којима сада говори више од 800 милиона људи. То је у великој мјери био резултат утицаја француске, шпанске и португалске колонијалне империје.